# 1. Sicherungs-Division
Die 1. Sicherungs-Division war ein Großverband der deutschen Kriegsmarine im Zweiten Weltkrieg.

## Geschichte
Die Division wurde im Februar 1941 für Sicherungsaufgaben im Bereich der südlichen Nordsee von Hanstholm bis Schelde aufgestellt. Das Stabshauptquartier lag in folgenden niederländischen Orten: Scheveningen/Den Haag, von Juni 1942 an in Utrecht-Oudenrijn und ab April 1945 in Haarlem.
Zunächst war die Division dem Befehlshaber der Sicherung West unterstellt. Am 1. November 1941 wurde sie dem Befehlshaber der Sicherung der Nordsee (BSN) befehlsmäßig unterstellt. Die letzte Änderung des Unterstellungsverhältnisses erfolgte im März 1942 mit der Auflösung der BSN. Dabei wurde die Division dem Kommandierenden Admiral in den Niederlanden unterstellt. Im Herbst 1944 ermöglichte die Division das Übersetzen der Reste der 15. Armee über die Schelde, wobei ohne weitere Verluste ca. 120.000 Mann und 700 Geschütze passieren konnten. Bei Kriegsende lag die 1. Sicherungs-Division in den Niederlanden und ging hier in alliierte Kriegsgefangenschaft.

## Kommandeure
- Kapitän zur See Heinrich Bramesfeld (Februar 1941 bis November 1941), ehemaliger Chef der 36. Minensuchflottille und von Oktober 1941 bis November 1941 gleichzeitig Kommandeur der 2. Sicherungs-Division, später Kommandeur der 7. Sicherungs-Division
- Kapitän zur See/Konteradmiral Joachim Plath (November 1941 bis Februar 1943)
- Konteradmiral Waldemar Winther (Februar 1943 bis April 1944)
- Kapitän zur See Hermann Knuth (April 1944 bis Mai 1945)

## Gliederung

### 1941
- 13. Vorpostenflottille[4]
- 20. Vorpostenflottille[4]
- 15. Minensuchflottille[4] (1943 aufgelöst)
- 22. Minensuchflottille[4]
- 32. Minensuchflottille[4]
- 34. Minensuchflottille[4]
- 8. Sperrbrecherflottille
- 1. Räumbootsflottille mit dem Begleitschiff Zieten (ex M 138)

### 1944
- 1. Minensuchflottille (Rotterdam)
- 11. Minensuchflottille (Wesermünde) (Februar 1945 aufgelöst)
- 32. Minensuchflottille (Terneuzen)
- 34. Minensuchflottille (Ijmuiden)
- 8. Sperrbrecherflottille (Vlaardingen)
- 13. Vorpostenflottille (Rotterdam) (Januar 1945 aufgelöst)
- 14. Vorpostenflottille (Rotterdam)
- 20. Vorpostenflottille (Rotterdam)
- 9. Räumbootsflottille (Vlaardingen) mit dem Begleitschiff Alders (ex M 526, ex M 126)

zugeteilt:
- 1. Artillerieträgerflottille (Rotterdam), ab der Aufstellung im April 1943